# Хамріят
Хамріят (араб. خمريات, перс. خمریه) — жанрова форма арабської поезії, частина касиди; т. зв. «винна поезія» (поезія, присвячена вину і застіллю).
Найбільше цей жанр був висвітлений Абу Нувасом, який уславився завдяки віршам, в яких оспівував зокрема й вино.
Ймовірним засновником цього жанру вважається багдадський каліф Аль-Валід ІІ, який правив незадовго до народження поета.
Значення хамріятом передусім в тому, що воно спростовує відсутність узалежнення чи, навіть, прихильності мусульман до алкогольних напоїв.